# Fernando Quevedo Salazar
Fernando Quevedo Salazar (n. Madrid; 17 de diciembre de 1964) es un ex ciclista profesional español. Fue profesional entre 1987 y 1993 ininterrumpidamente.

## Biografía
Siempre estuvo ligado a los equipos dirigidos por Javier Mínguez, primero BH que después pasó a denominarse Amaya Seguros.
Su labor siempre era la de gregario de los diferentes jefes de filas que tuvo (Laudelino Cubino, Fabio Parra, Jesús Montoya, Oliverio Rincón...). Siempre se sacrificaba por el equipo, circunstancia que provocó que solamente consiguiera una victoria como profesional.
Se hizo relativamente célebre en España a raíz de conseguir el "Farolillo rojo" (último puesto de la clasificación general) del Tour de Francia de 1992, ganado por el también español Miguel Induráin.

## Palmarés
1993
- 1 etapa de la Vuelta al Algarve

## Equipos
- BH (1987-1989)
- BH-Amaya Seguros (1990)
- Amaya Seguros (1991-1993)